# Liste der Monuments historiques in La Genétouze (Charente-Maritime)
Die Liste der Monuments historiques in La Genétouze führt die Monuments historiques in der französischen Gemeinde La Genétouze im Département Charente-Maritime auf.

## Liste der Bauwerke
| Bezeichnung       | Beschreibung              | Standort            | Kennzeichnung | Schutzstatus | Datum | Bild           |
| ----------------- | ------------------------- | ------------------- | ------------- | ------------ | ----- | -------------- |
| Kirche St-Antoine | Erbaut im 12. Jahrhundert | La Genétouze (Lage) | PA17000022    | Inscrit      | 2000  | weitere Bilder |

## Liste der Objekte
| Bezeichnung | Beschreibung                       | Standort                                  | Kennzeichnung | Schutzstatus | Datum | Bild |
| ----------- | ---------------------------------- | ----------------------------------------- | ------------- | ------------ | ----- | ---- |
| Glocke      | Bronze, 15. Jahrhundert            | in der Kirche St-Antoine (Lage)           | PM17000141    | Classé       | 1908  |      |
| Tabernakel  | Holz, farbig gefasst und vergoldet | in der Kirche St-Antoine (Lage)           | PM17000891    | Inscrit      | 1976  |      |
| Glocke      | Bronze, 1520                       | Cressac, in der Kapelle St-Léonard (Lage) | PM17000142    | Classé       | 1922  |      |